# Hansel
Hansel ist sowohl männlicher bzw. weiblicher Vorname als auch ein Familienname.

## Herkunft
Hansel ist ähnlich wie Hansl und Hans eine Kurz- und Koseform der Namen Johannes bzw. Johanna. 

## Vertreter

### Vorname
- Hansel Mieth (1909–1998), US-amerikanische Pressefotografin und Fotojournalistin deutscher Herkunft
- Hansel Camacho (* 1956), kolumbianischer Musiker, Schauspieler und Komponist

### Familienname
- Barbara Hansel (* 1983), österreichische Beachvolleyballspielerin
- Frank-Christian Hansel (* 1964), deutscher Politiker und Unternehmer
- Harald Langer-Hansel (1909–1998), österreichischer Beamter und Geschäftsführer der Fremdenverkehrswerbung
- Johannes Hansel (1905–1970), deutscher Germanist und Bibliothekar
- Nora Hansel (* 1985), deutsche Triathletin
- Uwe Hansel (1956–2013), deutscher Fußballspieler

### Tiername
- Hansel (1988–2017) war ein US-amerikanisches Rennpferd, das 1991 mit dem Preakness Stakes und dem Belmont Stakes zwei Triple Crown–Rennen gewann.